# Liste der Sieger der Masters-Turniere im Tennis (Doppel)

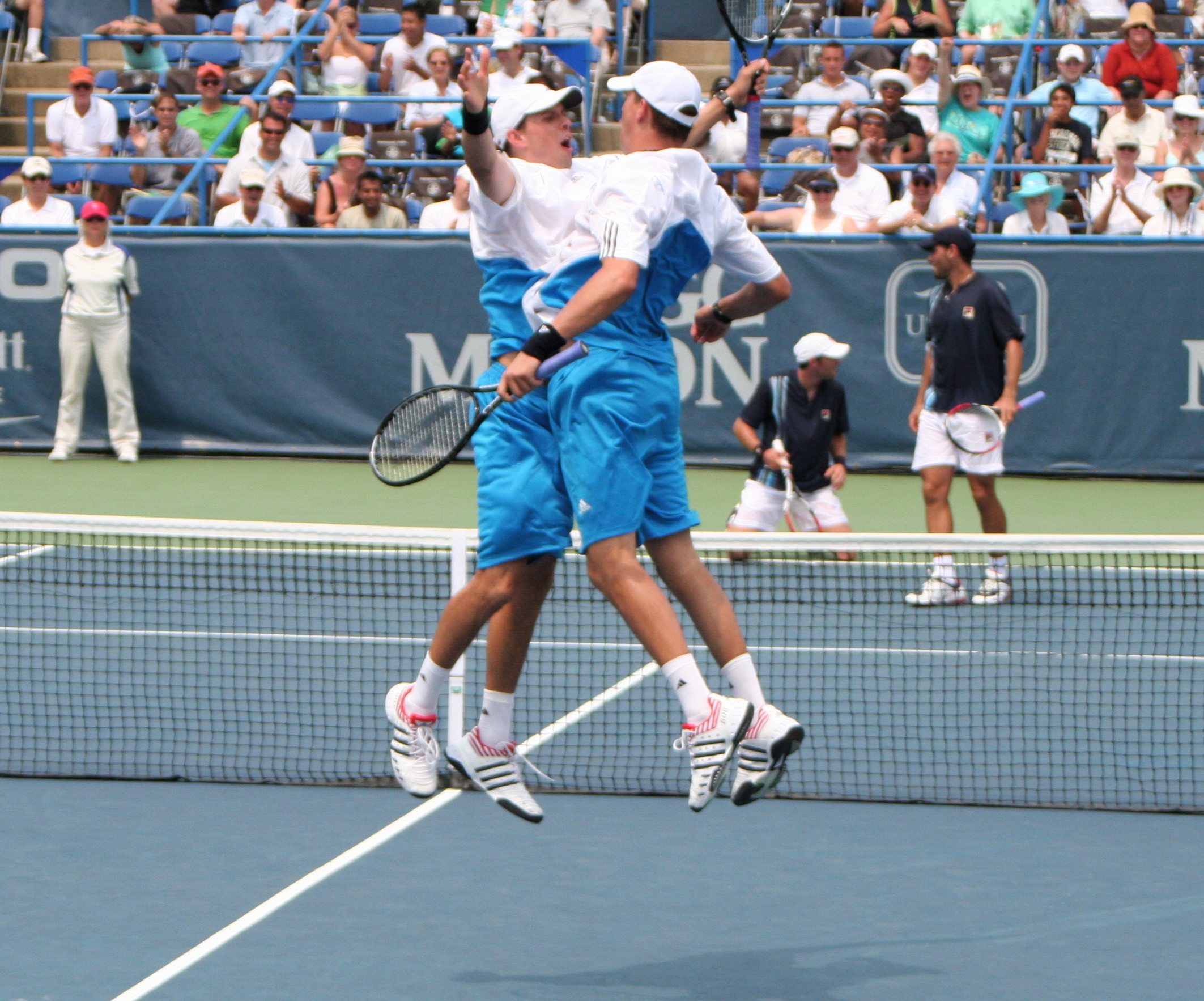
Bob und Mike Bryan sind mit jeweils 39 Siegen bei Masters-Turnieren im Doppel die erfolgreichsten Spieler.

Die Liste der Sieger der Masters-Turniere im Tennis (Doppel) listet alle Sieger der neun Turniere der Kategorie ATP Tour Masters 1000 und ihrer Vorgängerserien Championship Series, Single Week (1990–1995), Mercedes-Benz Super 9 (1996–1999), Tennis Masters Series (2000–2003) sowie ATP Masters Series (2004–2008) seit 1990 im Doppel auf. In weiteren Listen sind die einzelnen Spieler und Nationen nach der Zahl ihrer Siege, sowohl insgesamt als auch bei jedem einzelnen Turnier, sortiert.
Die erfolgreichsten Spieler bei den Masters-Turnieren im Doppel sind die amerikanischen Brüder Bob und Mike Bryan, die jeweils gemeinsam 39 Titel errangen. Die erfolgreichste Nation sind die Vereinigten Staaten mit 141 Erfolgen.

## Turniersieger
Die Zahlen in Klammern geben bei mehrfachen Turniergewinnern die zum jeweiligen Zeitpunkt aktuelle Anzahl der Siege an. 
| Jahr | Indian Wells                   | Miami                          | Monte Carlo                    | Hamburg                        | Rom                            | Kanada                      | Cincinnati                     | Stockholm                      | Paris                           |
| ---- | ------------------------------ | ------------------------------ | ------------------------------ | ------------------------------ | ------------------------------ | --------------------------- | ------------------------------ | ------------------------------ | ------------------------------- |
| 1990 | Becker Forget                  | Leach Pugh                     | P. Korda Šmíd                  | Bruguera Courier               | Casal E. Sánchez               | Annacone Wheaton            | Cahill M. Kratzmann            | Forget (2) Hlasek              | Davis Pate                      |
| 1991 | Courier (2) J. Sánchez         | W. Ferreira Norval             | Jensen Warder                  | Casal (2) E. Sánchez (2)       | Camporese Ivanišević           | Galbraith Witsken           | Flach Seguso                   | Fitzgerald Järryd              | Fitzgerald (2) Järryd (2)       |
| 1992 | DeVries Macpherson             | Flach (2) Witsken (2)          | Becker (2) Stich               | Casal (3) E. Sánchez (3)       | Hlasek (2) Rosset              | Galbraith (2) Visser        | Woodbridge Woodforde           | Woodbridge (2) Woodforde (2)   | J. McEnroe P. McEnroe           |
| 1993 | Forget (3) Leconte             | Krajicek Siemerink             | Edberg P. Korda (2)            | Haarhuis Koevermans            | Eltingh Haarhuis (2)           | Courier (3) Knowles         | Agassi P. Korda (3)            | Woodbridge (3) Woodforde (3)   | B. Black Stark                  |
| 1994 | Connell Galbraith (3)          | Eltingh (2) Haarhuis (3)       | Kulti Larsson                  | Melville Norval (2)            | Kafelnikow Rikl                | B. Black (2) Stark (2)      | O’Brien Stolle                 | Woodbridge (4) Woodforde (4)   | Eltingh (3) Haarhuis (4)        |
|      | Indian Wells                   | Miami                          | Monte Carlo                    | Hamburg                        | Rom                            | Kanada                      | Cincinnati                     | Essen                          | Paris                           |
| 1995 | Ho Steven                      | Woodbridge (5) Woodforde (5)   | Eltingh (4) Haarhuis (5)       | W. Ferreira (2) Kafelnikow (2) | Suk Vacek                      | Kafelnikow (3) Olchowski    | Woodbridge (6) Woodforde (6)   | Eltingh (5) Haarhuis (6)       | Connell (2) Galbraith (4)       |
|      | Indian Wells                   | Miami                          | Monte Carlo                    | Hamburg                        | Rom                            | Kanada                      | Cincinnati                     | Stuttgart                      | Paris                           |
| 1996 | Woodbridge (7) Woodforde (7)   | Woodbridge (8) Woodforde (8)   | E. Ferreira Siemerink (2)      | Knowles (2) Nestor             | B. Black (3) Connell (3)       | Galbraith (5) Haarhuis (7)  | Knowles (3) Nestor (2)         | Lareau O’Brien (2)             | Eltingh (6) Haarhuis (8)        |
| 1997 | Knowles (4) Nestor (3)         | Woodbridge (9) Woodforde (9)   | Johnson Montana                | Lobo J. Sánchez (2)            | Knowles (5) Nestor (4)         | Bhupathi Paes               | Woodbridge (10) Woodforde (10) | Woodbridge (11) Woodforde (11) | Eltingh (7) Haarhuis (9)        |
| 1998 | Björkman Rafter                | E. Ferreira (2) Leach (2)      | Eltingh (8) Haarhuis (10)      | Johnson (2) Montana (2)        | Bhupathi (2) Paes (2)          | Damm Grabb                  | Knowles (6) Nestor (5)         | Lareau (2) O’Brien (3)         | Bhupathi (3) Paes (3)           |
| 1999 | W. Black Stolle (2)            | W. Black (2) Stolle (3)        | Delaître Henman                | Arthurs A. Kratzmann           | E. Ferreira (3) Leach (3)      | Björkman (2) Rafter (2)     | B. Black (4) Björkman (3)      | B. Black (5) Björkman (4)      | Lareau (3) O’Brien (4)          |
|      | Indian Wells                   | Miami                          | Monte Carlo                    | Rom                            | Hamburg                        | Kanada                      | Cincinnati                     | Stuttgart                      | Paris                           |
| 2000 | O’Brien (5) Palmer             | Woodbridge (12) Woodforde (12) | W. Ferreira (3) Kafelnikow (4) | Damm (2) Hrbatý                | Woodbridge (13) Woodforde (13) | Lareau (4) Nestor (6)       | Woodbridge (14) Woodforde (14) | Novák Rikl (2)                 | Kulti (2) Mirny                 |
| 2001 | W. Ferreira (4) Kafelnikow (5) | Novák (2) Rikl (3)             | Björkman (5) Woodbridge (15)   | W. Ferreira (5) Kafelnikow (6) | Björkman (6) Woodbridge (16)   | Novák (3) Rikl (4)          | Bhupathi (4) Paes (4)          | Mirny (2) Stolle (4)           | E. Ferreira (4) Leach (4)       |
|      | Indian Wells                   | Miami                          | Monte Carlo                    | Rom                            | Hamburg                        | Kanada                      | Cincinnati                     | Madrid                         | Paris                           |
| 2002 | Knowles (7) Nestor (7)         | Knowles (8) Nestor (8)         | Björkman (7) Woodbridge (17)   | Damm (3) Suk (2)               | Bhupathi (5) Gambill           | B. Bryan M. Bryan           | Blake Martin                   | Knowles (9) Nestor (9)         | Escudé Santoro                  |
| 2003 | W. Ferreira (6) Kafelnikow (7) | Federer Mirny (3)              | Bhupathi (6) Mirny (4)         | Arthurs (2) Hanley             | Knowles (10) Nestor (10)       | Bhupathi (7) Mirny (5)      | B. Bryan (2) M. Bryan (2)      | Bhupathi (8) Mirny (6)         | Arthurs (3) Hanley (2)          |
| 2004 | Clément Grosjean               | W. Black (3) Ullyett           | Henman (2) Zimonjić            | Bhupathi (9) Mirny (7)         | W. Black (4) Ullyett (2)       | Bhupathi (10) Paes (5)      | Knowles (11) Nestor (11)       | Knowles (12) Nestor (12)       | Björkman (8) Woodbridge (18)    |
| 2005 | Knowles (13) Nestor (13)       | Björkman (9) Mirny (8)         | Paes (6) Zimonjić (2)          | Llodra Santoro (2)             | Björkman (10) Mirny (9)        | W. Black (5) Ullyett (3)    | Björkman (11) Mirny (10)       | Knowles (14) Nestor (14)       | B. Bryan (3) M. Bryan (3)       |
| 2006 | Knowles (15) Nestor (15)       | Björkman (12) Mirny (11)       | Björkman (13) Mirny (12)       | Knowles (16) Nestor (16)       | Hanley (3) Ullyett (4)         | B. Bryan (4) M. Bryan (4)   | Björkman (14) Mirny (13)       | B. Bryan (5) M. Bryan (5)      | Clément (2) Llodra (2)          |
| 2007 | Damm (4) Paes (7)              | B. Bryan (6) M. Bryan (6)      | B. Bryan (7) M. Bryan (7)      | Santoro (3) Zimonjić (3)       | B. Bryan (8) M. Bryan (8)      | Bhupathi (11) Vízner        | Erlich Ram                     | B. Bryan (9) M. Bryan (9)      | B. Bryan (10) M. Bryan (10)     |
| 2008 | Erlich (2) Ram (2)             | B. Bryan (11) M. Bryan (11)    | Nadal Robredo                  | B. Bryan (12) M. Bryan (12)    | Nestor (17) Zimonjić (4)       | Nestor (18) Zimonjić (5)    | B. Bryan (13) M. Bryan (13)    | Fyrstenberg Matkowski          | Björkman (15) Ullyett (5)       |
|      | Indian Wells                   | Miami                          | Monte Carlo                    | Rom                            | Madrid                         | Kanada                      | Cincinnati                     | Shanghai                       | Paris                           |
| 2009 | Fish Roddick                   | Mirny (14) Ram (3)             | Nestor (19) Zimonjić (6)       | Nestor (20) Zimonjić (7)       | Nestor (21) Zimonjić (8)       | Bhupathi (12) Knowles (17)  | Nestor (22) Zimonjić (9)       | Benneteau Tsonga               | Nestor (23) Zimonjić (10)       |
| 2010 | M. López Nadal (2)             | Dlouhý Paes (8)                | Nestor (24) Zimonjić (11)      | B. Bryan (14) M. Bryan (14)    | B. Bryan (15) M. Bryan (15)    | B. Bryan (16) M. Bryan (16) | B. Bryan (17) M. Bryan (17)    | Melzer Paes (9)                | Bhupathi (13) Mirny (15)        |
|      | Indian Wells                   | Miami                          | Monte Carlo                    | Madrid                         | Rom                            | Kanada                      | Cincinnati                     | Shanghai                       | Paris                           |
| 2011 | Dolhopolow Malisse             | Bhupathi (14) Paes (10)        | B. Bryan (18) M. Bryan (18)    | B. Bryan (19) M. Bryan (19)    | Isner Querrey                  | Llodra (3) Zimonjić (12)    | Bhupathi (15) Paes (11)        | Mirny (16) Nestor (25)         | Bopanna Qureshi                 |
| 2012 | M. López (2) Nadal (3)         | Paes (12) Štěpánek             | B. Bryan (20) M. Bryan (20)    | Fyrstenberg (2) Matkowski (2)  | Granollers M. López (3)        | B. Bryan (21) M. Bryan (21) | Lindstedt Tecău                | Paes (13) Štěpánek (2)         | Bhupathi (16) Bopanna (2)       |
| 2013 | B. Bryan (22) M. Bryan (22)    | Qureshi (2) Rojer              | Benneteau (2) Zimonjić (13)    | B. Bryan (23) M. Bryan (23)    | B. Bryan (24) M. Bryan (24)    | Peya Soares                 | B. Bryan (25) M. Bryan (25)    | Dodig Melo                     | B. Bryan (26) M. Bryan (26)     |
| 2014 | B. Bryan (27) M. Bryan (27)    | B. Bryan (28) M. Bryan (28)    | B. Bryan (29) M. Bryan (29)    | Nestor (26) Zimonjić (14)      | Nestor (27) Zimonjić (15)      | Peya (2) Soares (2)         | B. Bryan (30) M. Bryan (30)    | B. Bryan (31) M. Bryan (31)    | B. Bryan (32) M. Bryan (32)     |
| 2015 | Pospisil Sock                  | B. Bryan (33) M. Bryan (33)    | B. Bryan (34) M. Bryan (34)    | Bopanna (3) Mergea             | Cuevas Marrero                 | B. Bryan (35) M. Bryan (35) | Nestor (28) Roger-Vasselin     | Klaasen Melo (2)               | Dodig (2) Melo (3)              |
| 2016 | Herbert Mahut                  | Herbert (2) Mahut (2)          | Herbert (3) Mahut (3)          | Rojer (2) Tecău (2)            | B. Bryan (36) M. Bryan (36)    | Dodig (3) Melo (4)          | Dodig (4) Melo (5)             | Isner (2) Sock (2)             | Kontinen Peers                  |
| 2017 | Klaasen (2) Ram                | Kubot Melo (6)                 | Bopanna (4) Cuevas (2)         | Kubot (2) Melo (7)             | Herbert (4) Mahut (4)          | Herbert (5) Mahut (5)       | Herbert (6) Mahut (6)          | Kontinen (2) Peers (2)         | Kubot (3) Melo (8)              |
| 2018 | Isner (3) Sock (3)             | B. Bryan (37) M. Bryan (37)    | B. Bryan (38) M. Bryan (38)    | Mektić Peya (3)                | Cabal Farah                    | Kontinen (3) Peers (3)      | Murray Soares (3)              | Kubot (4) Melo (9)             | Granollers (2) Ram (2)          |
| 2019 | Zeballos Mektić (2)            | B. Bryan (39) M. Bryan (39)    | Mektić (3) Škugor              | Rojer (3) Tecău (3)            | Cabal (2) Farah (2)            | Granollers (3) Zeballos (2) | Dodig (5) Polášek              | Pavić Soares (4)               | Herbert (7) Mahut (7)           |
| 2020 | abgesagt, COVID-19-Pandemie    | abgesagt, COVID-19-Pandemie    | abgesagt, COVID-19-Pandemie    | abgesagt, COVID-19-Pandemie    | Granollers (4) Zeballos (3)    | abgesagt                    | Carreño Busta de Minaur        | abgesagt                       | Auger-Aliassime Hurkacz         |
| 2021 | Peers (4) Polášek (2)          | Mektić (4) Pavić (2)           | Mektić (5) Pavić (3)           | Granollers (5) Zeballos (4)    | Mektić (6) Pavić (4)           | Ram (3) Salisbury           | Granollers (6) Zeballos (5)    | abgesagt                       | Pütz Venus                      |
| 2022 | Isner (4) Sock (4)             | Hurkacz (2) Isner (5)          | Ram (4) Salisbury (2)          | Koolhof Skupski                | Mektić (7) Pavić (5)           | Koolhof (2) Skupski (2)     | Ram (5) Salisbury (3)          | abgesagt                       | Koolhof (3) Skupski (3)         |
| 2023 | Bopanna (5) Ebden              | González Roger-Vasselin (2)    | Dodig (6) Krajicek             | Chatschanow Rubljow            | Nys Zieliński                  | Arévalo Rojer (4)           | González Molteni               | Granollers (7) Zeballos (6)    | González (2) Roger-Vasselin (3) |
| 2024 | Koolhof (4) Mektić (8)         | Bopanna (6) Ebden (2)          | Gillé Vliegen                  | Korda Thompson                 | Granollers (8) Zeballos (7)    | Granollers (9) Zeballos (8) | Arévalo (2) Pavić (6)          | Koolhof (5) Mektić (9)         | Koolhof (6) Mektić (10)         |
| 2025 | Arévalo (3) Pavić (7)          | Arévalo (4) Pavić (8)          | Arneodo Guinard                | Granollers (10) Zeballos (9)   | Arévalo (5) Pavić (9)          |                             |                                |                                |                                 |

## Gesamtübersicht

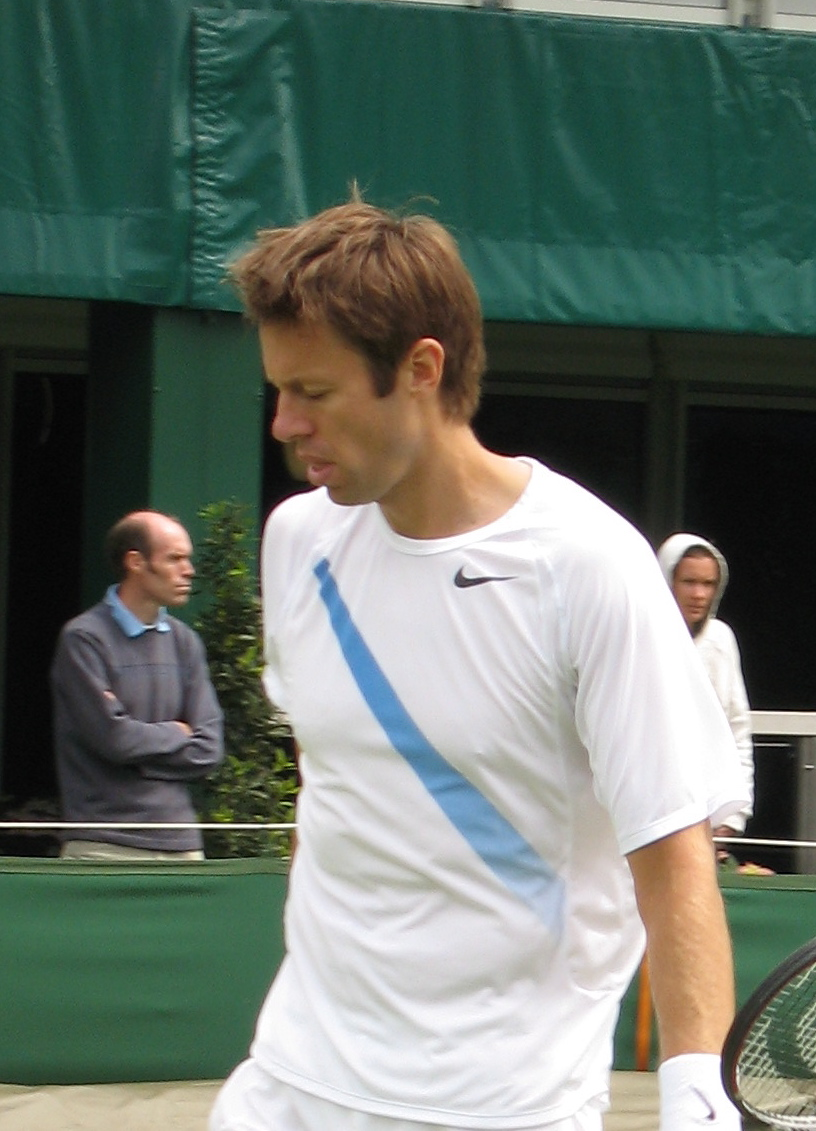
Daniel Nestor liegt mit 28 Erfolgen bei Masters-Turnieren im Doppel auf Platz 3 der Bestenliste.

- Gesamt: Gibt die Gesamtzahl der Siege bei Masters-Turnieren an. Nach diesem Wert richtet sich auch die Platzierung in der Tabelle.
- Indian Wells: Anzahl der Siege beim Masters in Indian Wells seit 1990.
- Miami: Anzahl der Siege beim Masters in Miami seit 1990.
- Monte Carlo: Anzahl der Siege beim Masters in Monte Carlo seit 1990.
- Rom: Anzahl der Siege beim Masters in Rom seit 1990.
- Hamburg: Anzahl der Siege beim Masters in Hamburg 1990–2008.
- Madrid: Anzahl der Siege beim Masters in Madrid seit 2002.
- Kanada: Anzahl der Siege bei den Masters in Montreal und Toronto seit 1990.
- Cincinnati: Anzahl der Siege beim Masters in Cincinnati seit 1990.
- Stockholm: Anzahl der Siege beim Masters in Stockholm 1990–1994.
- Essen: Anzahl der Siege beim Masters in Essen 1995.
- Stuttgart: Anzahl der Siege beim Masters in Stuttgart 1996–2001.
- Shanghai: Anzahl der Siege beim Masters in Shanghai seit 2009.
- Paris: Anzahl der Siege beim Masters in Paris seit 1990.

Anmerkung: Noch aktive Athleten sind in Fettschrift hervorgehoben.

Die Liste ist sortierbar: Durch Anklicken eines Spaltenkopfes wird die Liste nach dieser Spalte sortiert, zweimaliges Anklicken kehrt die Sortierung um.
|     | Spieler                | Gesamt | Indian Wells | Miami | Monte Carlo | Rom | Hamburg | Madrid | Kanada | Cincinnati | Stockholm | Essen | Stuttgart | Shanghai | Paris |
| --- | ---------------------- | ------ | ------------ | ----- | ----------- | --- | ------- | ------ | ------ | ---------- | --------- | ----- | --------- | -------- | ----- |
| 1.  | Bob Bryan              | 39     | 2            | 6     | 6           | 4   | 1       | 5      | 5      | 5          | –         | –     | –         | 1        | 4     |
| 1.  | Mike Bryan             | 39     | 2            | 6     | 6           | 4   | 1       | 5      | 5      | 5          | –         | –     | –         | 1        | 4     |
| 3.  | Daniel Nestor          | 28     | 4            | 1     | 2           | 4   | 3       | 5      | 2      | 5          | –         | –     | –         | 1        | 1     |
| 4.  | Todd Woodbridge        | 18     | 1            | 4     | 2           | –   | 2       | –      | –      | 4          | 3         | –     | 1         | –        | 1     |
| 5.  | Mark Knowles           | 17     | 4            | 1     | –           | 2   | 2       | 3      | 2      | 3          | –         | –     | –         | –        | –     |
| 6.  | Mahesh Bhupathi        | 16     | –            | 1     | 1           | 2   | 1       | 1      | 5      | 2          | –         | –     | –         | –        | 3     |
| 6.  | Maks Mirny             | 16     | –            | 4     | 2           | 1   | 1       | 1      | 1      | 2          | –         | –     | 1         | 1        | 2     |
| 8.  | Jonas Björkman         | 15     | 1            | 2     | 3           | –   | 2       | –      | 1      | 3          | –         | –     | 1         | –        | 2     |
| 8.  | Nenad Zimonjić         | 15     | –            | –     | 5           | 3   | 1       | 2      | 2      | 1          | –         | –     | –         | –        | 1     |
| 10. | Mark Woodforde         | 14     | 1            | 4     | –           | –   | 1       | –      | –      | 4          | 3         | –     | 1         | –        | –     |
| 11. | Leander Paes           | 13     | 1            | 3     | 1           | 1   | –       | –      | 2      | 2          | –         | –     | –         | 2        | 1     |
| 12. | Marcel Granollers      | 10     | –            | –     | –           | 3   | –       | 2      | 2      | 1          | –         | –     | –         | 1        | 1     |
| 12. | Paul Haarhuis          | 10     | –            | 1     | 2           | 1   | 1       | –      | 1      | –          | –         | 1     | –         | –        | 3     |
| 12. | Nikola Mektić          | 10     | 2            | 1     | 2           | 2   | –       | 1      | –      | –          | –         | –     | –         | 1        | 1     |
| 15. | Marcelo Melo           | 9      | –            | 1     | –           | –   | –       | 1      | 1      | 1          | –         | –     | –         | 3        | 2     |
| 15. | Mate Pavić             | 9      | 1            | 2     | 1           | 3   | –       | –      | –      | 1          | –         | –     | –         | 1        | –     |
| 15. | Horacio Zeballos       | 9      | 1            | –     | –           | 3   | –       | 1      | 2      | 1          | –         | –     | –         | 1        | –     |
| 18. | Jacco Eltingh          | 8      | –            | 1     | 2           | 1   | –       | –      | –      | –          | –         | 1     | –         | –        | 3     |
| 19. | Pierre-Hugues Herbert  | 7      | 1            | 1     | 1           | 1   | –       | –      | 1      | 1          | –         | –     | –         | –        | 1     |
| 19. | Jewgeni Kafelnikow     | 7      | 2            | –     | 1           | 2   | 1       | –      | 1      | –          | –         | –     | –         | –        | –     |
| 19. | Nicolas Mahut          | 7      | 1            | 1     | 1           | 1   | –       | –      | 1      | 1          | –         | –     | –         | –        | 1     |
| 22. | Rohan Bopanna          | 6      | 1            | 1     | 1           | –   | –       | 1      | –      | –          | –         | –     | –         | –        | 2     |
| 22. | Ivan Dodig             | 6      | –            | –     | 1           | –   | –       | –      | 1      | 2          | –         | –     | –         | 1        | 1     |
| 22. | Wayne Ferreira         | 6      | 2            | 1     | 1           | 1   | 1       | –      | –      | –          | –         | –     | –         | –        | –     |
| 22. | Wesley Koolhof         | 6      | 1            | –     | –           | –   | –       | 1      | 1      | –          | –         | –     | –         | 1        | 2     |
| 26. | Marcelo Arévalo        | 5      | 1            | 1     | –           | 1   | –       | –      | 1      | 1          | –         | –     | –         | –        | –     |
| 26. | Byron Black            | 5      | –            | –     | –           | 1   | –       | –      | 1      | 1          | –         | –     | 1         | –        | 1     |
| 26. | Wayne Black            | 5      | 1            | 2     | –           | –   | 1       | –      | 1      | –          | –         | –     | –         | –        | –     |
| 26. | Patrick Galbraith      | 5      | 1            | –     | –           | –   | –       | –      | 3      | –          | –         | –     | –         | –        | 1     |
| 26. | John Isner             | 5      | 2            | 1     | –           | 1   | –       | –      | –      | –          | –         | –     | –         | 1        | –     |
| 26. | Alex O’Brien           | 5      | 1            | –     | –           | –   | –       | –      | –      | 1          | –         | –     | 2         | –        | 1     |
| 26. | Rajeev Ram             | 5      | 1            | –     | 1           | –   | –       | 1      | –      | 1          | –         | –     | –         | –        | 1     |
| 26. | Kevin Ullyett          | 5      | –            | 1     | –           | –   | 2       | –      | 1      | –          | –         | –     | –         | –        | 1     |
| 34. | Martin Damm            | 4      | 1            | –     | –           | 2   | –       | –      | 1      | –          | –         | –     | –         | –        | –     |
| 34. | Ellis Ferreira         | 4      | –            | 1     | 1           | 1   | –       | –      | –      | –          | –         | –     | –         | –        | 1     |
| 34. | Łukasz Kubot           | 4      | –            | 1     | –           | –   | –       | 1      | –      | –          | –         | –     | –         | 1        | 1     |
| 34. | Sébastien Lareau       | 4      | –            | –     | –           | –   | –       | –      | 1      | –          | –         | –     | 2         | –        | 1     |
| 34. | Rick Leach             | 4      | –            | 2     | –           | 1   | –       | –      | –      | –          | –         | –     | –         | –        | 1     |
| 34. | John Peers             | 4      | 1            | –     | –           | –   | –       | –      | 1      | –          | –         | –     | –         | 1        | 1     |
| 34. | David Rikl             | 4      | –            | 1     | –           | 1   | –       | –      | 1      | –          | –         | –     | 1         | –        | –     |
| 34. | Jean-Julien Rojer      | 4      | –            | 1     | –           | –   | –       | 2      | 1      | –          | –         | –     | –         | –        | –     |
| 34. | Bruno Soares           | 4      | –            | –     | –           | –   | –       | –      | 2      | 1          | –         | –     | –         | 1        | –     |
| 34. | Jack Sock              | 4      | 3            | –     | –           | –   | –       | –      | –      | –          | –         | –     | –         | 1        | –     |
| 34. | Sandon Stolle          | 4      | 1            | 1     | –           | –   | –       | –      | –      | 1          | –         | –     | 1         | –        | –     |
| 45. | Wayne Arthurs          | 3      | –            | –     | –           | 1   | 1       | –      | –      | –          | –         | –     | –         | –        | 1     |
| 45. | Sergio Casal           | 3      | –            | –     | –           | 1   | 2       | –      | –      | –          | –         | –     | –         | –        | –     |
| 45. | Grant Connell          | 3      | 1            | –     | –           | 1   | –       | –      | –      | –          | –         | –     | –         | –        | 1     |
| 45. | Jim Courier            | 3      | 1            | –     | –           | –   | 1       | –      | 1      | –          | –         | –     | –         | –        | –     |
| 45. | Guy Forget             | 3      | 2            | –     | –           | –   | –       | –      | –      | –          | 1         | –     | –         | –        | –     |
| 45. | Paul Hanley            | 3      | –            | –     | –           | 1   | 1       | –      | –      | –          | –         | –     | –         | –        | 1     |
| 45. | Henri Kontinen         | 3      | –            | –     | –           | –   | –       | –      | 1      | –          | –         | –     | –         | 1        | 1     |
| 45. | Petr Korda             | 3      | –            | –     | 2           | –   | –       | –      | –      | 1          | –         | –     | –         | –        | –     |
| 45. | Michaël Llodra         | 3      | –            | –     | –           | 1   | –       | –      | 1      | –          | –         | –     | –         | –        | 1     |
| 45. | Marc López             | 3      | 2            | –     | –           | 1   | –       | –      | –      | –          | –         | –     | –         | –        | –     |
| 45. | Rafael Nadal           | 3      | 2            | –     | 1           | –   | –       | –      | –      | –          | –         | –     | –         | –        | –     |
| 45. | Jiří Novák             | 3      | –            | 1     | –           | –   | –       | –      | 1      | –          | –         | –     | 1         | –        | –     |
| 45. | Alexander Peya         | 3      | –            | –     | –           | –   | –       | 1      | 2      | –          | –         | –     | –         | –        | –     |
| 45. | Andy Ram               | 3      | 1            | 1     | –           | –   | –       | –      | –      | 1          | –         | –     | –         | –        | –     |
| 45. | Édouard Roger-Vasselin | 3      | –            | 1     | –           | –   | –       | –      | –      | 1          | –         | –     | –         | –        | 1     |
| 45. | Joe Salisbury          | 3      | –            | –     | 1           | –   | –       | –      | 1      | 1          | –         | –     | –         | –        | –     |
| 45. | Emilio Sánchez         | 3      | –            | –     | –           | 1   | 2       | –      | –      | –          | –         | –     | –         | –        | –     |
| 45. | Fabrice Santoro        | 3      | –            | –     | –           | 2   | –       | –      | –      | –          | –         | –     | –         | –        | 1     |
| 45. | Neal Skupski           | 3      | –            | –     | –           | –   | –       | 1      | 1      | –          | –         | –     | –         | –        | 1     |
| 45. | Horia Tecău            | 3      | –            | –     | –           | –   | –       | 2      | –      | 1          | –         | –     | –         | –        | –     |
| 65. | Boris Becker           | 2      | 1            | –     | 1           | –   | –       | –      | –      | –          | –         | –     | –         | –        | –     |
| 65. | Julien Benneteau       | 2      | –            | –     | 1           | –   | –       | –      | –      | –          | –         | –     | –         | 1        | –     |
| 65. | Juan Sebastián Cabal   | 2      | –            | –     | –           | 2   | –       | –      | –      | –          | –         | –     | –         | –        | –     |
| 65. | Arnaud Clément         | 2      | 1            | –     | –           | –   | –       | –      | –      | –          | –         | –     | –         | –        | 1     |
| 65. | Pablo Cuevas           | 2      | –            | –     | 1           | 1   | –       | –      | –      | –          | –         | –     | –         | –        | –     |
| 65. | Matthew Ebden          | 2      | 1            | 1     | –           | –   | –       | –      | –      | –          | –         | –     | –         | –        | –     |
| 65. | Jonathan Erlich        | 2      | 1            | –     | –           | –   | –       | –      | –      | 1          | –         | –     | –         | –        | –     |
| 65. | Robert Farah           | 2      | –            | –     | –           | 2   | –       | –      | –      | –          | –         | –     | –         | –        | –     |
| 65. | John Fitzgerald        | 2      | –            | –     | –           | –   | –       | –      | –      | –          | 1         | –     | –         | –        | 1     |
| 65. | Ken Flach              | 2      | –            | 1     | –           | –   | –       | –      | –      | 1          | –         | –     | –         | –        | –     |
| 65. | Mariusz Fyrstenberg    | 2      | –            | –     | –           | –   | –       | 2      | –      | –          | –         | –     | –         | –        | –     |
| 65. | Santiago González      | 2      | –            | 1     | –           | –   | –       | –      | –      | –          | –         | –     | –         | –        | 1     |
| 65. | Tim Henman             | 2      | –            | –     | 2           | –   | –       | –      | –      | –          | –         | –     | –         | –        | –     |
| 65. | Jakob Hlasek           | 2      | –            | –     | –           | 1   | –       | –      | –      | –          | 1         | –     | –         | –        | –     |
| 65. | Hubert Hurkacz         | 2      | –            | 1     | –           | –   | –       | –      | –      | –          | –         | –     | –         | –        | 1     |
| 65. | Anders Järryd          | 2      | –            | –     | –           | –   | –       | –      | –      | –          | 1         | –     | –         | –        | 1     |
| 65. | Donald Johnson         | 2      | –            | –     | 1           | –   | 1       | –      | –      | –          | –         | –     | –         | –        | –     |
| 65. | Raven Klaasen          | 2      | 1            | –     | –           | –   | –       | –      | –      | –          | –         | –     | –         | 1        | –     |
| 65. | Nicklas Kulti          | 2      | –            | –     | 1           | –   | –       | –      | –      | –          | –         | –     | –         | –        | 1     |
| 65. | Marcin Matkowski       | 2      | –            | –     | –           | –   | –       | 2      | –      | –          | –         | –     | –         | –        | –     |
| 65. | Francisco Montana      | 2      | –            | –     | 1           | –   | 1       | –      | –      | –          | –         | –     | –         | –        | –     |
| 65. | Piet Norval            | 2      | –            | 1     | –           | –   | 1       | –      | –      | –          | –         | –     | –         | –        | –     |
| 65. | Filip Polášek          | 2      | 1            | –     | –           | –   | –       | –      | –      | 1          | –         | –     | –         | –        | –     |
| 65. | Aisam-ul-Haq Qureshi   | 2      | –            | 1     | –           | –   | –       | –      | –      | –          | –         | –     | –         | –        | 1     |
| 65. | Patrick Rafter         | 2      | 1            | –     | –           | –   | –       | –      | 1      | –          | –         | –     | –         | –        | –     |
| 65. | Javier Sánchez         | 2      | 1            | –     | –           | –   | 1       | –      | –      | –          | –         | –     | –         | –        | –     |
| 65. | Jan Siemerink          | 2      | –            | 1     | 1           | –   | –       | –      | –      | –          | –         | –     | –         | –        | –     |
| 65. | Jonathan Stark         | 2      | –            | –     | –           | –   | –       | –      | 1      | –          | –         | –     | –         | –        | 1     |
| 65. | Radek Štěpánek         | 2      | –            | 1     | –           | –   | –       | –      | –      | –          | –         | –     | –         | 1        | –     |
| 65. | Cyril Suk              | 2      | –            | –     | –           | 2   | –       | –      | –      | –          | –         | –     | –         | –        | –     |
| 65. | Todd Witsken           | 2      | –            | 1     | –           | –   | –       | –      | 1      | –          | –         | –     | –         | –        | –     |
| 96. | Andre Agassi           | 1      | –            | –     | –           | –   | –       | –      | –      | 1          | –         | –     | –         | –        | –     |
| 96. | Paul Annacone          | 1      | –            | –     | –           | –   | –       | –      | 1      | –          | –         | –     | –         | –        | –     |
| 96. | Romain Arneodo         | 1      | –            | –     | 1           | –   | –       | –      | –      | –          | –         | –     | –         | –        | –     |
| 96. | Félix Auger-Aliassime  | 1      | –            | –     | –           | –   | –       | –      | –      | –          | –         | –     | –         | –        | 1     |
| 96. | James Blake            | 1      | –            | –     | –           | –   | –       | –      | –      | 1          | –         | –     | –         | –        | –     |
| 96. | Sergi Bruguera         | 1      | –            | –     | –           | –   | 1       | –      | –      | –          | –         | –     | –         | –        | –     |
| 96. | Darren Cahill          | 1      | –            | –     | –           | –   | –       | –      | –      | 1          | –         | –     | –         | –        | –     |
| 96. | Omar Camporese         | 1      | –            | –     | –           | 1   | –       | –      | –      | –          | –         | –     | –         | –        | –     |
| 96. | Pablo Carreño Busta    | 1      | –            | –     | –           | –   | –       | –      | –      | 1          | –         | –     | –         | –        | –     |
| 96. | Karen Chatschanow      | 1      | –            | –     | –           | –   | –       | 1      | –      | –          | –         | –     | –         | –        | –     |
| 96. | Scott Davis            | 1      | –            | –     | –           | –   | –       | –      | –      | –          | –         | –     | –         | –        | 1     |
| 96. | Olivier Delaître       | 1      | –            | –     | 1           | –   | –       | –      | –      | –          | –         | –     | –         | –        | –     |
| 96. | Alex de Minaur         | 1      | –            | –     | –           | –   | –       | –      | –      | 1          | –         | –     | –         | –        | –     |
| 96. | Steve DeVries          | 1      | 1            | –     | –           | –   | –       | –      | –      | –          | –         | –     | –         | –        | –     |
| 96. | Lukáš Dlouhý           | 1      | –            | 1     | –           | –   | –       | –      | –      | –          | –         | –     | –         | –        | –     |
| 96. | Oleksandr Dolhopolow   | 1      | 1            | –     | –           | –   | –       | –      | –      | –          | –         | –     | –         | –        | –     |
| 96. | Stefan Edberg          | 1      | –            | –     | 1           | –   | –       | –      | –      | –          | –         | –     | –         | –        | –     |
| 96. | Nicolas Escudé         | 1      | –            | –     | –           | –   | –       | –      | –      | –          | –         | –     | –         | –        | 1     |
| 96. | Roger Federer          | 1      | –            | 1     | –           | –   | –       | –      | –      | –          | –         | –     | –         | –        | –     |
| 96. | Mardy Fish             | 1      | 1            | –     | –           | –   | –       | –      | –      | –          | –         | –     | –         | –        | –     |
| 96. | Jan-Michael Gambill    | 1      | –            | –     | –           | –   | 1       | –      | –      | –          | –         | –     | –         | –        | –     |
| 96. | Sander Gillé           | 1      | –            | –     | 1           | –   | –       | –      | –      | –          | –         | –     | –         | –        | –     |
| 96. | Máximo González        | 1      | –            | –     | –           | –   | –       | –      | –      | 1          | –         | –     | –         | –        | –     |
| 96. | Jim Grabb              | 1      | –            | –     | –           | –   | –       | –      | 1      | –          | –         | –     | –         | –        | –     |
| 96. | Sébastien Grosjean     | 1      | 1            | –     | –           | –   | –       | –      | –      | –          | –         | –     | –         | –        | –     |
| 96. | Manuel Guinard         | 1      | –            | –     | 1           | –   | –       | –      | –      | –          | –         | –     | –         | –        | –     |
| 96. | Tommy Ho               | 1      | 1            | –     | –           | –   | –       | –      | –      | –          | –         | –     | –         | –        | –     |
| 96. | Dominik Hrbatý         | 1      | –            | –     | –           | 1   | –       | –      | –      | –          | –         | –     | –         | –        | –     |
| 96. | Goran Ivanišević       | 1      | –            | –     | –           | 1   | –       | –      | –      | –          | –         | –     | –         | –        | –     |
| 96. | Luke Jensen            | 1      | –            | –     | 1           | –   | –       | –      | –      | –          | –         | –     | –         | –        | –     |
| 96. | Mark Koevermans        | 1      | –            | –     | –           | –   | 1       | –      | –      | –          | –         | –     | –         | –        |       |
| 96. | Sebastian Korda        | 1      | –            | –     | –           | –   | –       | 1      | –      | –          | –         | –     | –         | –        | –     |
| 96. | Austin Krajicek        | 1      | –            | –     | 1           | –   | –       | –      | –      | –          | –         | –     | –         | –        | –     |
| 96. | Richard Krajicek       | 1      | –            | 1     | –           | –   | –       | –      | –      | –          | –         | –     | –         | –        | –     |
| 96. | Andrew Kratzmann       | 1      | –            | –     | –           | –   | 1       | –      | –      | –          | –         | –     | –         | –        | –     |
| 96. | Mark Kratzmann         | 1      | –            | –     | –           | –   | –       | –      | –      | 1          | –         | –     | –         | –        | –     |
| 96. | Magnus Larsson         | 1      | –            | –     | 1           | –   | –       | –      | –      | –          | –         | –     | –         | –        | –     |
| 96. | Henri Leconte          | 1      | 1            | –     | –           | –   | –       | –      | –      | –          | –         | –     | –         | –        | –     |
| 96. | Robert Lindstedt       | 1      | –            | –     | –           | –   | –       | –      | –      | 1          | –         | –     | –         | –        | –     |
| 96. | Luis Lobo              | 1      | –            | –     | –           | –   | 1       | –      | –      | –          | –         | –     | –         | –        | –     |
| 96. | David Macpherson       | 1      | 1            | –     | –           | –   | –       | –      | –      | –          | –         | –     | –         | –        | –     |
| 96. | Xavier Malisse         | 1      | 1            | –     | –           | –   | –       | –      | –      | –          | –         | –     | –         | –        | –     |
| 96. | David Marrero          | 1      | –            | –     | –           | 1   | –       | –      | –      | –          | –         | –     | –         | –        | –     |
| 96. | Todd Martin            | 1      | –            | –     | –           | –   | –       | –      | –      | 1          | –         | –     | –         | –        | –     |
| 96. | John McEnroe           | 1      | –            | –     | –           | –   | –       | –      | –      | –          | –         | –     | –         | –        | 1     |
| 96. | Patrick McEnroe        | 1      | –            | –     | –           | –   | –       | –      | –      | –          | –         | –     | –         | –        | 1     |
| 96. | Scott Melville         | 1      | –            | –     | –           | –   | 1       | –      | –      | –          | –         | –     | –         | –        | –     |
| 96. | Jürgen Melzer          | 1      | –            | –     | –           | –   | –       | –      | –      | –          | –         | –     | –         | 1        | –     |
| 96. | Florin Mergea          | 1      | –            | –     | –           | –   | –       | 1      | –      | –          | –         | –     | –         | –        | –     |
| 96. | Andrés Molteni         | 1      | –            | –     | –           | –   | –       | –      | –      | 1          | –         | –     | –         | –        | –     |
| 96. | Jamie Murray           | 1      | –            | –     | –           | –   | –       | –      | –      | 1          | –         | –     | –         | –        | –     |
| 96. | Hugo Nys               | 1      | –            | –     | –           | 1   | –       | –      | –      | –          | –         | –     | –         | –        | –     |
| 96. | Andrei Olchowski       | 1      | –            | –     | –           | –   | –       | –      | 1      | –          | –         | –     | –         | –        | –     |
| 96. | Jared Palmer           | 1      | 1            | –     | –           | –   | –       | –      | –      | –          | –         | –     | –         | –        | –     |
| 96. | David Pate             | 1      | –            | –     | –           | –   | –       | –      | –      | –          | –         | –     | –         | –        | 1     |
| 96. | Vasek Pospisil         | 1      | 1            | –     | –           | –   | –       | –      | –      | –          | –         | –     | –         | –        | –     |
| 96. | Jim Pugh               | 1      | –            | 1     | –           | –   | –       | –      | –      | –          | –         | –     | –         | –        | –     |
| 96. | Tim Pütz               | 1      | –            | –     | –           | –   | –       | –      | –      | –          | –         | –     | –         | –        | 1     |
| 96. | Sam Querrey            | 1      | –            | –     | –           | 1   | –       | –      | –      | –          | –         | –     | –         | –        | –     |
| 96. | Tommy Robredo          | 1      | –            | –     | 1           | –   | –       | –      | –      | –          | –         | –     | –         | –        | –     |
| 96. | Andy Roddick           | 1      | 1            | –     | –           | –   | –       | –      | –      | –          | –         | –     | –         | –        | –     |
| 96. | Marc Rosset            | 1      | –            | –     | –           | 1   | –       | –      | –      | –          | –         | –     | –         | –        | –     |
| 96. | Andrei Rubljow         | 1      | –            | –     | –           | –   | –       | 1      | –      | –          | –         | –     | –         | –        | –     |
| 96. | Robert Seguso          | 1      | –            | –     | –           | –   | –       | –      | –      | 1          | –         | –     | –         | –        | –     |
| 96. | Franko Škugor          | 1      | –            | –     | –           | 1   | –       | –      | –      | –          | –         | –     | –         | –        | –     |
| 96. | Tomáš Šmíd             | 1      | –            | –     | 1           | –   | –       | –      | –      | –          | –         | –     | –         | –        | –     |
| 96. | Brett Steven           | 1      | 1            | –     | –           | –   | –       | –      | –      | –          | –         | –     | –         | –        | –     |
| 96. | Michael Stich          | 1      | –            | –     | 1           | –   | –       | –      | –      | –          | –         | –     | –         | –        | –     |
| 96. | Jordan Thompson        | 1      | –            | –     | –           | –   | –       | 1      | –      | –          | –         | –     | –         | –        | –     |
| 96. | Jo-Wilfried Tsonga     | 1      | –            | –     | –           | –   | –       | –      | –      | –          | –         | –     | –         | 1        | –     |
| 96. | Daniel Vacek           | 1      | –            | –     | –           | 1   | –       | –      | –      | –          | –         | –     | –         | –        | –     |
| 96. | Michael Venus          | 1      | –            | –     | –           | –   | –       | –      | –      | –          | –         | –     | –         | –        | 1     |
| 96. | Danie Visser           | 1      | –            | –     | –           | –   | –       | –      | 1      | –          | –         | –     | –         | –        | –     |
| 96. | Pavel Vízner           | 1      | –            | –     | –           | –   | –       | –      | 1      | –          | –         | –     | –         | –        | –     |
| 96. | Joran Vliegen          | 1      | –            | –     | 1           | –   | –       | –      | –      | –          | –         | –     | –         | –        | –     |
| 96. | Laurie Warder          | 1      | –            | –     | 1           | –   | –       | –      | –      | –          | –         | –     | –         | –        | –     |
| 96. | David Wheaton          | 1      | –            | –     | –           | –   | –       | –      | 1      | –          | –         | –     | –         | –        | –     |
| 96. | Jan Zieliński          | 1      | –            | –     | –           | 1   | –       | –      | –      | –          | –         | –     | –         | –        | –     |

## Nationenwertung
- Gesamt: Gibt die Gesamtzahl der Siege bei Masters-Turnieren an. Nach diesem Wert richtet sich auch die Platzierung in der Tabelle.
- Indian Wells: Anzahl der Siege beim Masters in Indian Wells seit 1990.
- Miami: Anzahl der Siege beim Masters in Miami seit 1990.
- Monte Carlo: Anzahl der Siege beim Masters in Monte Carlo seit 1990.
- Rom: Anzahl der Siege beim Masters in Rom seit 1990.
- Hamburg: Anzahl der Siege beim Masters in Hamburg 1990–2008.
- Madrid: Anzahl der Siege beim Masters in Madrid seit 2002.
- Kanada: Anzahl der Siege bei den Masters in Montreal und Toronto seit 1990.
- Cincinnati: Anzahl der Siege beim Masters in Cincinnati seit 1990.
- Stockholm: Anzahl der Siege beim Masters in Stockholm 1990–1994.
- Essen: Anzahl der Siege beim Masters in Essen 1995.
- Stuttgart: Anzahl der Siege beim Masters in Stuttgart 1996–2001.
- Shanghai: Anzahl der Siege beim Masters in Shanghai seit 2009.
- Paris: Anzahl der Siege beim Masters in Paris seit 1990.

Die Liste ist sortierbar: Durch Anklicken eines Spaltenkopfes wird die Liste nach dieser Spalte sortiert, zweimaliges Anklicken kehrt die Sortierung um.
|     | Nation                 | Gesamt | Indian Wells | Miami | Monte Carlo | Rom | Hamburg | Madrid | Kanada | Cincinnati | Stockholm | Essen | Stuttgart | Shanghai | Paris |
| --- | ---------------------- | ------ | ------------ | ----- | ----------- | --- | ------- | ------ | ------ | ---------- | --------- | ----- | --------- | -------- | ----- |
| 1.  | Vereinigte Staaten     | 142    | 18           | 18    | 17          | 11  | 7       | 11     | 20     | 17         | –         | –     | 2         | 4        | 17    |
| 2.  | Australien             | 59     | 7            | 10    | 3           | 2   | 6       | 1      | 2      | 12         | 7         | –     | 3         | 1        | 5     |
| 3.  | Kanada                 | 37     | 6            | 1     | 2           | 5   | 3       | 5      | 3      | 5          | –         | –     | 2         | 1        | 4     |
| 4.  | Frankreich             | 36     | 7            | 3     | 5           | 5   | –       | –      | 3      | 3          | 1         | –     | –         | 2        | 7     |
| 5.  | Indien                 | 35     | 2            | 5     | 3           | 3   | 1       | 2      | 7      | 4          | –         | –     | –         | 2        | 6     |
| 6.  | Niederlande            | 32     | 1            | 5     | 5           | 2   | 2       | 3      | 3      | –          | –         | 2     | –         | 1        | 8     |
| 7.  | Spanien                | 28     | 5            | –     | 2           | 7   | 6       | 2      | 2      | 2          | –         | –     | –         | 1        | 1     |
| 8.  | Kroatien               | 25     | 3            | 2     | 3           | 7   | –       | 1      | 1      | 3          | –         | –     | –         | 3        | 2     |
| 9.  | Schweden               | 22     | 1            | 2     | 6           | –   | 2       | 2      | 1      | 4          | 1         | –     | 1         | –        | 4     |
| 10. | Tschechien             | 20     | 1            | 4     | 1           | 6   | –       | –      | 4      | 1          | –         | –     | 2         | 1        | –     |
| 11. | Bahamas                | 17     | 4            | 1     | –           | 2   | 2       | 3      | 2      | 3          | –         | –     | –         | –        | –     |
| 12. | Belarus                | 16     | –            | 4     | 2           | 1   | 1       | 1      | 1      | 2          | –         | –     | 1         | 1        | 2     |
| 13. | Serbien 1              | 15     | –            | –     | 5           | 3   | 1       | 2      | 2      | 1          | –         | –     | –         | –        | 1     |
| 13. | Simbabwe               | 15     | 1            | 3     | –           | 1   | 3       | –      | 3      | 1          | –         | –     | 1         | –        | 2     |
| 13. | Südafrika              | 15     | 3            | 3     | 2           | 2   | 2       | –      | 1      | –          | –         | –     | –         | 1        | 1     |
| 16. | Brasilien              | 13     | –            | 1     | –           | –   | –       | 1      | 3      | 2          | –         | –     | –         | 4        | 2     |
| 17. | Argentinien            | 12     | 1            | –     | –           | 2   | 1       | 2      | 2      | 3          | –         | –     | –         | 1        | –     |
| 18. | Polen                  | 11     | –            | 2     | –           | 1   | –       | 5      | –      | –          | –         | –     | –         | 1        | 2     |
| 19. | Russland               | 10     | 2            | –     | 1           | 2   | 1       | 2      | 2      | –          | –         | –     | –         | –        | –     |
| 20. | Vereinigtes Königreich | 9      | –            | –     | 3           | –   | –       | 2      | 1      | 2          | –         | –     | –         | –        | 1     |
| 21. | Israel                 | 5      | 2            | 1     | –           | –   | –       | –      | –      | 2          | –         | –     | –         | –        | –     |
| 22. | Deutschland            | 4      | 1            | –     | 2           | –   | –       | –      | –      | –          | –         | –     | –         | –        | 1     |
| 22. | El Salvador            | 4      | 1            | –     | –           | 1   | –       | –      | 1      | 1          | –         | –     | –         | –        | –     |
| 22. | Kolumbien              | 4      | –            | –     | –           | 4   | –       | –      | –      | –          | –         | –     | –         | –        | –     |
| 22. | Österreich             | 4      | –            | –     | –           | –   | –       | 1      | 2      | –          | –         | –     | –         | 1        | –     |
| 22. | Rumänien               | 4      | –            | –     | –           | –   | –       | 3      | –      | 1          | –         | –     | –         | –        | –     |
| 22. | Schweiz                | 4      | –            | 1     | –           | 2   | –       | –      | –      | –          | 1         | –     | –         | –        | –     |
| 28. | Belgien                | 3      | 1            | –     | 2           | –   | –       | –      | –      | –          | –         | –     | –         | –        | –     |
| 28. | Finnland               | 3      | –            | –     | –           | –   | –       | –      | 1      | –          | –         | –     | –         | 1        | 1     |
| 28. | Slowakei               | 3      | 1            | –     | –           | 1   | –       | –      | –      | 1          | –         | –     | –         | –        | –     |
| 31. | Mexiko                 | 2      | –            | 1     | –           | –   | –       | –      | –      | –          | –         | –     | –         | –        | 1     |
| 31. | Monaco                 | 2      | –            | –     | 1           | 1   | –       | –      | –      | –          | –         | –     | –         | –        | –     |
| 31. | Neuseeland             | 2      | 1            | –     | –           | –   | –       | –      | –      | –          | –         | –     | –         | –        | 1     |
| 31. | Pakistan               | 2      | –            | 1     | –           | –   | –       | –      | –      | –          | –         | –     | –         | –        | 1     |
| 31. | Tschechoslowakei       | 2      | –            | –     | 2           | –   | –       | –      | –      | –          | –         | –     | –         | –        | –     |
| 31. | Uruguay                | 2      | –            | –     | 1           | 1   | –       | –      | –      | –          | –         | –     | –         | –        | –     |
| 37. | Italien                | 1      | –            | –     | –           | 1   | –       | –      | –      | –          | –         | –     | –         | –        | –     |
| 37. | Jugoslawien            | 1      | –            | –     | –           | 1   | –       | –      | –      | –          | –         | –     | –         | –        | –     |
| 37. | Ukraine                | 1      | 1            | –     | –           | –   | –       | –      | –      | –          | –         | –     | –         | –        | –     |